# Хольтемме
Хольтемме (нем. Holtemme) — река в Германии, приток Боде (бассейн Эльбы). Протекает по территории земли Саксония-Анхальт.
Длина 47 км. Площадь бассейна — 278 км². Перепад высот от истока до устья составляет 659 м.
Хольтемме берёт начало на северо-востоке Гарца. В верховьях она течёт по V-образной долине по многим каменистым порогам, отчего этот участок получил название «Steinerne Renne». На том участке скорость течения высока, воды кислотная, поэтому рыба там не водится. В городе Вернигероде в Хольтемме справа впадает Цилирбах, ручей длиной 13 км, на котором расположено водохранилище для снабжения питьевой водой. Далее она протекает по предгорьям Гарца и равнине и впадает в Боде у Кротторфа.
Река протекает через следующие населённые пункты: Вернигероде, Реддебер, Зильштедт, Деренбург, Мандорф, Хальберштадт, Грос-Квенштедт, Нинхаген. В Вернигероде и Хальберштадте расположены водоочистные сооружения, сбрасывающие в реку очищенные стоки. С полей в нижнем течении в реку попадают удобрения. Водомерные станции расположены в Штайерне-Ренне (15,7 км²; 41 км от устья) и Мандорф (168 км²; 19,3 км от устья).
Бассейн реки состоит из высоких гор Гарца, его предгорий и плодородных равнин, окружающих Магдебург (Madgeburger Börde). Горы покрыты лесом, равнины используются для сельского хозяйства.
Максимальный сток наблюдается в январе и апреле-марте, летом значительно снижается.
Очисткой сточных вод и водоснабжением в бассейне реки занимается компания «Wasser- und Abwasserverband Holtemme-Bode».